# 1430

سنة 1430 كانت سنة بسيطة تبدأ يوم الأحد (سوف يظهر الرابط التقويم الكامل للعام) حسب التقويم اليولياني.

## مواليد
- جوفاني بيليني
- مارجريت من أنجو
- 13 أبريل - جيمس الثاني ملك اسكتلندا (فارق الحياة في 1460).

## وفيات
- المستعين بالله أبو الفضل العباسي
- كريستوفورو بونديلمونتي